# Goran Jagar
Goran Jagar (serbisch-kyrillisch Горан Јагар; * 10. Juni 1984 in Virovitica) ist ein serbischer Ruderer.
Jagar, der für den Verein VK Partizan Belgrad startet, gab sein internationales Debüt bei den Junioren-Weltmeisterschaften 2002 in Trakai, wo er im Zweier mit Steuermann die Silbermedaille gewann. Bei den U23-Weltmeisterschaften 2005 in Amsterdam gewann er im Vierer ohne Steuermann die Goldmedaille. Kurz nach den Weltmeisterschaften gelang ihm in München sein erster Sieg bei einem Weltcup-Rennen. Bei den Ruder-Europameisterschaften 2007 in Posen wurde er im Zweier ohne Steuermann Europameister. Bei den Ruder-Weltmeisterschaften 2007 in München gewann Jagar kurz darauf die Silbermedaille im Vierer mit Steuermann. Im Zweier ohne Steuermann belegte er den sechsten Platz. 
Er nahm an den Olympischen Spielen 2008 in Peking in der Disziplin Zweier ohne Steuermann teil und erreichte mit seinem Partner Nikola Stojić als Sieger des B-Finales Platz 7. Bei den Ruder-Europameisterschaften 2009 in Brest gewann er Zweier ohne Steuermann die Silbermedaille. Zuvor hatte er bei den Ruder-Weltmeisterschaften 2009 in Posen in der gleichen Disziplin den achten Platz belegt.
Bei den Ruder-Europameisterschaften 2010 erreichte er mit dem serbischen Vierer ohne Steuermann den sechsten Platz.